# MSX-Audio
MSX-Audio — название стандарта, разработанного в 1985 году, на звуковые карты для бытовых компьютеров стандарта MSX. Разными производителями было выпущено три устройства, соответствующих этому стандарту, каждое из них имеет своё название, но обычно их называют по имени стандарта.

## Описание стандарта
Устройства MSX-Audio разработаны на основе микросхемы звукогенератора Yamaha Y8950, специально разработанной для этой цели. Y8950 совместима с микросхемой YM3526 (OPL1), но имеет возможности для воспроизведения цифрового звука с ADPCM-сжатием. Общие возможности устройств соответствуют возможностям, предоставляемым этой микросхемой, однако возможности устройств разных производителей могут различаться.
Устройства MSX-Audio выполнялись в виде картриджа, устанавливаемого в один из слотов компьютера.

## Технические характеристики
Основной набор возможностей, поддерживаемый любым устройством MSX-Audio:
- Синтезатор на основе частотной модуляции:
  - 9 каналов 2-х операторного синтеза
  - Также доступен режим 6-канального синтезатора плюс 5 ударных инструментов
  - Любой инструмент может изменяться пользователем (в отличие от MSX-Music)
  - Одна доступная форма сигнала генераторов (синусоидальная)
- Цифровой звук:
  - Один 8-разрядный канал воспроизведения цифрового звука, сжатого методом ADPCM
  - Максимальная частота дискретизации 16 КГц
  - ОЗУ или ПЗУ различного объёма для хранения семплов
- Прочее:
  - Монофонический звук

## Устройства

### Panasonic FS-CA1 MSX-Audio
Первое устройство, установившее стандарт MSX-Audio, и полностью его реализующее. Продавалось только в Японии.
- 4 КБ ОЗУ для хранения ADPCM-семплов
- 64 КБ ПЗУ с демонстрационными семплами
- 64 КБ ПЗУ со встроенным программным обеспечением:
  - Synthe Music Editor (вызов: CALL SYNTHE)
  - MSX Audio BIOS/BASIC (вызов: CALL AUDIO)
- Разъём для подключения музыкальной клавиатуры Toshiba HX-MU901
- Разъём формата big jack для подключения микрофона
- Выключатель, отключающий встроенное программное обеспечение

### Toshiba HX-MU900 MSX Music System
Устройство продавалось в основном в Японии, только очень небольшое количество также продавалось в Европе.
- ОЗУ для семплов отсутствует
- 32 КБ ПЗУ со встроенным программным обеспечением:
  - Synthe Music Editor (вызов: CALL SYNTHE)
- Разъём для подключения музыкальной клавиатуры Toshiba HX-MU901

### Philips NMS-1205 Music Module
Устройство продавалось только в Европе.
- 32 КБ ОЗУ для хранения ADPCM-семплов
- MIDI-интерфейс (разъёмы In/Out/Thru)
- Разъём для подключения музыкальной клавиатуры Philips NMS-1160
- Встроенный монофонический микрофон (автоматически отключается при подключении внешнего источника сигнала)
- Разъём для подключения внешнего микрофона
- Регулятор громкости
- ПЗУ со встроенным программным обеспечением:
  - Music-BOX (вызов: CALL MUSICBOX)

## Программное обеспечение
Устройства MSX-Audio поддерживаются большим количеством музыкальных редакторов для компьютеров MSX:
- SoundTracker
- Moonblaster
- Oracle
- Super Music Editor
- Magic Music Module Combi

Все эти редакторы поддерживают работу с ADPCM-семплером, некоторые также имеют поддержку музыкальной клавиатуры. Помимо музыкальных редакторов, существовали программы для воспроизведения цифрового звука с дискет, некоторое количество игр, демонстрационные программы.

## Эмуляция
Эмуляция MSX-Audio впервые была реализована в эмуляторе CJS MSX2 (развивался до 1995 года). В 2001 году Mitsutaka Okazaki написал эмулятор микросхемы Y8950, использовавшейся в картах MSX-Audio, код которого был использован во многих новых эмуляторах. В настоящее время эмуляция MSX-Audio реализована, в частности, в эмуляторах openMSX и blueMSX.